# Francesco Caputo
Pour les articles homonymes, voir Caputo.
Francesco Caputo, né le 6 août 1987 à Altamura, est un footballeur international italien évoluant au poste d'avant-centre.

## Biographie
Le 25 octobre 2008, il se met en évidence en étant l'auteur d'un triplé en Serie B, lors de la réception de l'US Grosseto (victoire 3-1).
Lors de la saison 2017-2018, il inscrit 26 buts en Serie B, ce qui fait de lui le meilleur buteur du championnat. Il marque notamment un triplé lors de la réception de l'US Palermo, le 2 février 2018, permettant à son équipe de l'emporter sur le score sans appel de 4-0.
Le 13 juillet 2019, Caputo s'engage pour trois saisons en faveur de l'US Sassuolo. 
Lors de la saison 2019-2020, il se classe quatrième meilleur buteur de la saison 2019-2020 de Serie A avec 21 buts. Il est l'auteur de cinq doublés cette saison-là.
Le 7 septembre 2020, il figure pour la première fois sur les bancs des remplaçants de l'équipe nationale, mais sans entrer en jeu, lors d'une rencontre face aux Pays-Bas. Ce match gagné 0-1 rentre dans le cadre de la Ligue des nations. Un mois plus tard, il reçoit sa première sélection en équipe d'Italie, en étant titularisé lors d'un match amical contre la Moldavie. Il se met de suite en évidence, en inscrivant un but et en délivrant une passe décisive, permettant à son équipe de l'emporter sur le très large score de 6-0.

## Palmarès

### En club
| AS Bari - Championnat d'Italie D2 - Champion en 2009 |  | Empoli FC - Championnat d'Italie D2 - Champion en 2018 |

### Distinction personnelle
- Meilleur buteur de Serie B en 2018 (26 buts)[6]